# ミュンヘン・ビエンナーレ
ミュンヘン・ビエンナーレ (ドイツ語: Münchener Biennale) は、ドイツ・ミュンヘンで開催されるオペラとミュージック・シアターの音楽祭。 正式名称は Internationales Festival für neues Musiktheater で、1988年にハンス・ヴェルナー・ヘンツェによって創設された2年ごとのフェスティバルである。偶数年の春の終わりに2週間から3週間にわたって開催される。現代音楽の作曲家による劇場作品の世界初演、特に若手作曲家によるオペラの委嘱に重点を置いている。
ミュンヘン・ビエンナーレは、現在オペラ作曲家として確立している多くの作曲家に初期のキャリアを与えてきた。この音楽祭で委嘱された作曲家には、マーク＝アンソニー・タネジ（1988年）、ハンス＝ユルゲン・フォン・ボーゼ（1990年）、細川俊夫（1998年）、ハヤ・チェルノヴィン2000年）、ヨハネス・マリア・シュタウト、ブライアン・ファーニホウ（2004年）、エンノ・ポッペ、クラウス・ラング（2008年）、ディーター・シュネーベル（2014年）、シモン・ステン＝アナーセン（2016年）、クララ・イアノッタ（2018年）、ベアート・フラー、ヨンギー・パクパーン、クリスチャン・ウォルフ（2022年）などがいる。

## 歴史

### ハンス・ヴェルナー・ヘンツェ時代（1988年 - 1996年）
自身も多作なオペラ作曲家であるヘンツェは、音楽祭の発端を次のように述べている。
そのすべては、ミュンヘン文化局の部長からの連絡で始まりました。彼は私に、ミュンヘンで市民のための音楽祭を創設することに興味があるかどうか尋ねました。私はしばらく考えて──これまで世界のどこにもないが、切望されているもの──つまり、劇場に興味を持つ若い世代の作曲家たちが自分のアイデアを実現できる場所を組織することを提案しました。—ハンス・ヴェルナー・ヘンツェ
ヘンツェは1988年から1994年までに行われた最初の4つの音楽祭をキュレーションし、その後の音楽祭の形式を確立した。オペラの初演に加え、特集された作曲家による講演やコンサートが行われ、観客に作曲家のアイデアや音楽を紹介する機会が設けられた。

### ペーター・ルジツカ時代（1996年 - 2014年）
1996年、ペーター・ルジツカが芸術監督として就任し、初年度のキュレーションはヘンツェと共同で行われた。ルジツカは、マルチメディアを用いた作品に重点を置き、ヘンツェ時代におけるテキストベースの創作から、発表される作品の許容範囲を拡大した。

### マノス・ツァンガリス、ダニエル・オットー時代（2016年 - 2024年）
作曲家のマノス・ツァンガリスとダニエル・オットーは、2016年からビエンナーレの共同芸術監督に就任した。彼らのアプローチは、フェスティバルの範囲をオペラにとどまらず、「概念的に拡張された作曲行為」と「新しい音楽劇のオープンフィールド（自由な創造の場）」を反映するもであり、これには、オペラからインスタレーション、都市空間での小規模な演劇作品まで含まれる。

### カトリン・ベック、マヌエラ・ケーラー時代（2026年 - ）
2026年から、カトリン・ベックとマヌエラ・ケーラーが共同芸術監督に就任する。